# Tysklands Grand Prix 1973
Tysklands Grand Prix 1973 var det elfte av 15 lopp ingående i formel 1-VM 1973.  

## Resultat
1. Jackie Stewart, Tyrrell-Ford, 9 poäng
2. François Cévert, Tyrrell-Ford, 6
3. Jacky Ickx, McLaren-Ford, 4
4. Carlos Pace, Surtees-Ford, 3
5. Wilson Fittipaldi, Brabham-Ford, 2
6. Emerson Fittipaldi, Lotus-Ford, 1
7. Jochen Mass, Surtees-Ford
8. Jackie Oliver, Shadow-Ford
9. Peter Revson, McLaren-Ford
10. Henri Pescarolo, Williams (Iso Marlboro-Ford)
11. Rolf Stommelen, Brabham-Ford
12. Denny Hulme, McLaren-Ford
13. Graham Hill, Hill (Shadow-Ford)
14. Mike Hailwood, Surtees-Ford
15. David Purley, LEC (March-Ford)
16. Mike Beuttler, Clarke-Mordaunt-Guthrie (March-Ford)

### Förare som bröt loppet
- Carlos Reutemann, Brabham-Ford (varv 7, motor)
- Clay Regazzoni, BRM (7, motor)
- George Follmer, Shadow-Ford (5, olycka)
- Jean-Pierre Beltoise, BRM (4, växellåda)
- Niki Lauda, BRM (1, olycka)
- Ronnie Peterson, Lotus-Ford (0, tändning)

### Förare som ej startade
- Howden Ganley, Williams (Iso Marlboro-Ford) (olycka under träning)